# Albinen
Albinen (en francés Arbignon) es una comuna suiza del cantón del Valais, situada en el distrito de Leuk. Limita al norte con la comuna de Leukerbad, al este con Guttet-Feschel, al sur con Leuk, y al oeste con Inden.